# ホワット・ユー・ウェイティング・フォー?
「ホワット・ユー・ウェイティング・フォー?」 (What You Waiting For?) は、グウェン・ステファニーの楽曲。
2004年にリリースされたステファニのソロデビューアルバム『ラヴ.エンジェル.ミュージック.ベイビー.』にリードトラックとして収録され、リードシングルにもなった。
この楽曲はインスピレーション不足や、アルバムプロデュースに対する不安感、所属レーベルの圧力などを描いている。
スタイルは エレクトロやニュー・ウェイヴに影響を受けている。
4人のバックダンサー原宿ガールズも、アルバムの制作に大きなインプットを与えた。
ステファニによれば、この曲がリードシングルになったのは「レコードを作る理由の説明 (explanation for doing the record)」としてだという。シングルの売れ行きは良く、多くの国でトップ20圏内に入り、アルゼンチンとオーストラリアでは首位を獲得した。
アメリカ合衆国では、ゴールド・ディスクを記録し、第47回グラミー賞では最優秀女性ポップ・ボーカル・パフォーマンス賞にノミネートされた。批評家受けもよく、アルバムのハイライトとして扱われる。
リミックスも多く、フランツ・フェルディナンドによるカバー版も存在する。

## 楽曲制作
第45回グラミー賞の夜、プロデューサーのリンダ・ペリーはステファニーを後ろから腕で抱え、一緒に曲を作るよう呼びかけ、ステファニーはいやいやながらうなずいた 。
自身のバンドノー・ダウトのロックステデイツアーを終えて間もないころ、所属しているレコード会社からステファニーに、ペリーが共同制作のためにスタジオで待機していることと、彼女と仕事ができるのは1年のうち5日間しかないことが伝わった 。
ステファニーは夫ギャヴィン・ロスデイルになかなか会えなくてイライラしていることと、ダンスミュージックの制作がうまいかどうかわからないペリーと共同制作できるかどうか不安に思っていることをレコード会社に伝えた。先ほどのツアーで疲弊していることもあり、ステファニーの感情は一時的だが不安定になっており、ベッドの上で声をあげて泣く日々を過ごしていた。
共同制作1日目、2人は"Fine by You"という楽曲を完成させた。この曲についてステファニーは「おバカだけど、とてもいいラブソングだった」と振り返っていた一方、ペリーはこの曲のできについて不満を持ち、結局その曲はアルバムには収録されなかった。
ステファニは自意識過剰に陥り、"作家の壁"にぶつかり、とうとうスタジオで泣き出して斃れこんだため、とてもセッションができるような状況ではなかった。
ステファニはバンドメンバーなしで曲を書くことは脅威と屈辱にさらされることであることを認めており、「たとえバンドメンバーがどんなにやさしくて面白い人物だったとしても、それは彼らの創造性をもってして書いているからであると話している
その夜、ペリーは別の曲に取り掛かり、翌日ステファニを元気づけるためにその曲を演奏して見せた 。
ステファニはその曲からひらめきを見出し、ペリーは彼女に "What are you waiting for?"と尋ねた。
ステファニが「あなたったら私のことを試してるのね」と尋ねてきたとペリーはのちに語っている。
それから二人はステファニのスランプやソロ活動に対する不安を題材としたニュー・ウェイヴ調の曲の詞を書きあげ、最終的に "What You Waiting For?"という曲として仕上がった。
また、この曲の制作中に Harajuku Girls のアイデアがこみ上げてきた。ステファニは1996年初めて原宿の女性たちを見かけた際、彼女たちがゴシックロリータとサイバーパンクを組み合わせた独特のファッションを身にまとっていたことが記憶に残っており、その時からそういうファッションを気に入っていることを後に語っている。
彼女はHarajuku Girls の中でそのことについて触れており、そのコンセプトはアルバム『ラヴ.エンジェル.ミュージック.ベイビー.』全体のテーマへと発展していった。

## 音楽と詩
"What You Waiting For?" は4分の4拍子、ト短調で書かれている。歌詞の内容はヴァース‐コーラス形式で、ギターや電子キーボードの使用も見られる。
イントロはノー・ダウトへのトリビュートであるピアノソロで始まる。観客からの歓声に迎えられた ヴァース個所のBPMは60で、そこからだんだん速度が遅くなっていく。
ヴァースが済むと、チクタクとステファニが言いながらBPM138で曲が再開されていく。そのチクタクという表現は、彼女がアルバムを作る時に感じたプレッシャーと、ステファニが母から受け継いだ時計である。

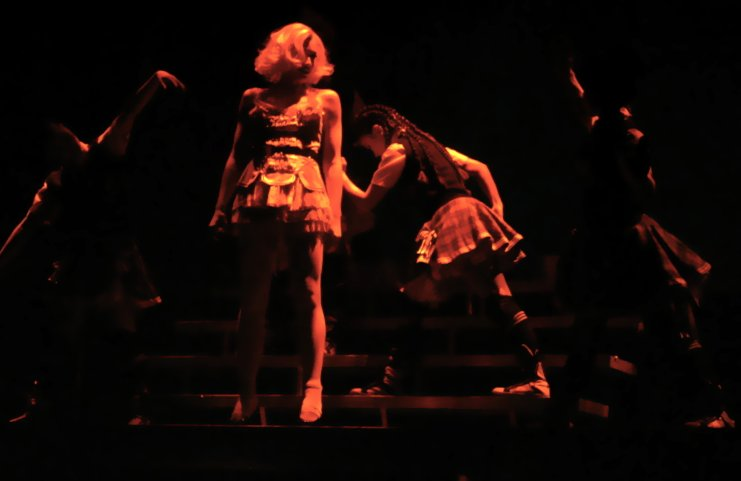
イントロダクションを歌いながらで暗い光と小さな踊りを披露するステファニ

ステファニは自分の中で対立する2つの人格を、声域や視点を変えることによって表現している。ステファニの声域はG3 からF5までと2オクターブ近くにわたる。ウィーザーの "Hash Pipe"に似たメロディの中、ステファニの一方の人格がステファニ自身の一人称で書かれた詞で示され、高音域で歌われる。一方、より自信を持った別の人格が、低音域から第一の人格に呼びかける。ヴァースの間でより神経質な人格が、ノーダウトを去ってソロとしてやっていくか、それとも音楽業界の中ではかなくやっていくか、彼女に揺さぶりをかける 。サビでは、彼女の考えは爆発し、  "Look at your watch now/You're still a super hot female"という詩がモチーフとともに続く。 オクターブのdyadsを背景に、ステファニは将来への楽しみをつづったヴァースを歌い続け、二つの人格がコーダの部分で一つになる。

## PV
この楽曲のミュージックビデオの監督は フランシス・ローレンスが行い、プロデュースはDNA Inc.のCaleb Dewartが行った。
ビデオは作曲のインスピレーションを求める歌詞の内容に沿っている。ノー・ダウトの Rock Steady ツアーからステファニがロサンゼルスにやってくるところから始まる。この時点で楽曲は流れていない。彼女のソロデビュープロジェクトを推し進めていたマネージャーJimmy Iovineが何度も連絡してくるが、彼女は疲れていてひらめきがないと言う。スタジオでの曲作りもうまくいかなかった彼女は、スランプに陥った物書きを手助けする、と書かれたビラを見つける。ビラに書かれた場所に着いた彼女が、奇妙な質問の並ぶ質問表に記入すると、料金は済んだ後で請求する、と告げられる。どういう意味なのか質問しようとしたが、気が付くと彼女はスタジオに戻っていた。ステファニがピアノの上にポケットに入れるにしては大きな時計があるのを見つけた時、ウサギのようなものが部屋を跳んで横切った。それを見たステファニは椅子から後ろ向きに倒れ、不思議の国のアリス及び鏡の国のアリスのような世界に飛ばされるのだった。
PVの中でステファニはアリス・白の女王・赤の女王を演じており、いずれの衣装もイギリス系ジブラルタル人ファッションデザイナージョン・ガリアーノがデザインした。本編中、不思議の国での彼女の言動に半分同調するように、彼女の歌唱やパフォーマンスのシーンが織り込まれる。これは、この歌を彼女自身が作っているということを示している。最終的に彼女は自信を取り戻し、現実世界にも戻り、現実のスタジオで微笑んでいる4人のハラジュク・ガールズ(バックダンサー)の前で踊った。そのあと彼女は壊した椅子の請求書を受け取った。
PVを見た人たちからの評価は良く、Stylus Magazineはマイケル・ジャクソンの"スリラー"の系譜を継ぐ一篇の短編映画としてこのビデオを評し、"I sigh with admiration and wish every video was this alive."と述べた。2004年10月18日、MTVのテレビ番組トータル・リクエスト・ライブにて、初登場第11を記録し、3日間、非連続ながらも首位にとどまり、最終的には5週間チャートにとどまっていた。2005年度の MTV Video Music Awardsでは、最優秀編集賞にノミネートされ、最優秀アートディレクション賞を受賞した。カナダでは MuchMusicのカウントダウン・チャートで最高位11を記録し、8週間チャートにとどまった。2005年度のMuchMusic Video AwardsではBest International Videoにノミネートされたが、アッシャーの "Caught Up"が受賞した。オーストラリアのMTVが主催した第1回MTV Video Music Awardsでは Best Dressed Video を受賞した。

## 別バージョン
スチュアート・プライス（別名ジャック・ル・コント）によるリミックス版"Thin White Duke Mix"は、元の楽曲のシングルカット版に収録されており、もっともよく知られたリミックスである。
楽曲自体は8分以上あり、ギターリフが用いられ、ところどころにチャイムが入っている。
リミックス版は批評家受けがよく、Pitchfork Mediaは『素晴らしい』"outstanding"と評し、 Stylus Magazineは"endowed [the song] with a sense of grandeur"と評した。
About.comは「憂鬱でちょっと眠たくなるような曲」("moody and a bit hypnotic")だと評しつつも、夕方に聞くにはちょうど良い("best suited for early-evening sets.")と評した。
アーマンド・ヴァン・ヘルデンによるリミックスはArmand Van Helden RemixとArmand Van Helden Dubの2つがあり、いずれのバージョンもオリジナルの楽曲を一部しか使っておらず、シンセサイザーとエレキギターによるベースラインが加わった。フェリックス・ダ・ハウスキャットによるRude Ho Mixは、オリジナルよりベースギター音が強く、最後のヴァースまで続いていたMimi Parkerによるコーラスが排されている。
スコットランドのインディー・ロックバンド、フランツ・フェルディナンドのギタリスト/リードシンガーアレックス・カプラノスは、この楽曲へのトリビューとしてメンバーズオンリーのジャケットにグウェン・ステファニのピンバッジをしている。2005年12月、BBCラジオ1の番組「ジョー・ワイリー・ショー」のコーナーLive Loungeで、フランツ・フェルディナンドはこの楽曲のカバーを披露した。カバー版には1983年にビリー・アイドルが発表した"White Wedding"のサビも用いられている。2006年10月、コンピレーションアルバム Radio 1's Live Loungeに収録される形でこの楽曲がリリースされ、賛否両論を巻き起こした。IndieLondonは "really has to be heard to be believed."としたうえで、「全くいかれてる」（"completely insane"）と評し 、その一方でガーディアンは「フランツ・フェルディナンドのアレクサンダー・カプラノスがこれを聞いたら、怒りのあまり眉毛が顔から頭の上まで飛んでいくだろう」("one of Alex Kapranos's eyebrows [is] raised so high that it practically vacates his head.")とコメントし、このカバーは自己満足だと評した。

## チャート
| チャート名(2004)                | 最高位 |
| ------------------------------- | ------ |
| オーストラリア ARIAチャート     | 1      |
| Austrian Singles Chart          | 7      |
| Belgium Singles Chart           | 8      |
| Danish Singles Chart            | 2      |
| Dutch Singles Chart             | 10     |
| European Top 100 Singles        | 1      |
| German Singles Chart            | 22     |
| Norwegian Singles Chart         | 3      |
| Swiss Singles Chart             | 17     |
| 全英シングルチャート            | 4      |
| アメリカ合衆国Billboard Hot 100 | 47     |
| U.S. Billboard Adult Top 40     | 24     |

| チャート名(2004)                      | 最高位        |
| ------------------------------------- | ------------- |
| U.S. Billboard Hot Dance Club Play    | 1             |
| U.S. Billboard Hot Dance Single Sales | 5             |
| U.S. Billboard Top 40 Mainstream      | 17            |
| U.S. Billboard Top 40 Tracks          | 22            |
| チャート名(2005)                      | Peak position |
| Canadian Singles Chart                | 24            |
| French Singles Chart                  | 5             |
| Irish Singles Chart                   | 2             |
| Italian Singles Chart                 | 2             |
| Latin America Top 40                  | 6             |
| New Zealand RIANZ Singles Chart       | 3             |
| Russian Singles Chart                 | 4             |
| Swedish Singles Chart                 | 6             |
| U.S. Billboard Pop 100                | 14            |

| 先代 "Just Lose It" by エミネム         | ARIAナンバー1シングル 2004年11月14日–2004年11月21日                               | 次代 "These Kids" by Joel Turner & The Modern Day Poets |
| 先代 "Walk into the Sun" by Dirty Vegas | Billboard Hot Dance Club Play number one single December 25, 2004–January 1, 2005 | 次代 "Lose My Breath" by ディスティニーズ・チャイルド   |